# Madonna col Bambino (Giovanni Bellini Detroit)
La Madonna col Bambino benedicente è un dipinto a olio su tavola (84x106 cm) di Giovanni Bellini, datato 1509 e conservato nel Detroit Institute of Arts.

## Descrizione e stile
L'opera è affine alla Madonna del Prato di qualche anno anteriore. Sebbene manchi quella compenetrazione diretta tra soggetti sacri e sfondo, con recupero della tenda come inframezzo, il paesaggio è comunque impostato su valori atmosferici della pittura tonale aggiornata alle novità di Giorgione.
Maria sta seduta col Bambino in piedi su un ginocchio, mentre sull'altro tiene un libro, simbolo della Scritture che si avverano. Sul libro si trovano la firma dell'artista e la data. Lo sfondo mostra una campagna punteggiata da animali e tracce della presenza umana, come il pastore o il villaggio, mentre in lontananza si perdono montagne rese azzurrine dalla foschia, secondo le regole della prospettiva aerea. Il prato allude all'hortus conclusus degli inni medievali, cioè alla verginità di Maria.
L'opera è vicina stilisticamente anche alla Madonna col Bambino della Pinacoteca di Brera, del 1510.